# سيريل سمارت
سيريل سمارت (23 يوليو 1898 في المملكة المتحدة - 21 مايو 1975 في المملكة المتحدة) (بالإنجليزية: Cyril Smart)‏ هو لاعب كريكت بريطاني (وحمل سابقاً جنسية المملكة المتحدة لبريطانيا العظمى وأيرلندا). لعب مع نادي وارويكشاير للكريكيت ‏ ونادي مقاطعة غلاموركن للكريكت ‏.

## وصلات خارجية
- سيريل سمارت على موقع إي آس بي آن كريك إنفو (الإنجليزية)